# Special 26
Special 26 es una película de suspenso y robos de época en hindi de 2013 escrita y dirigida por Neeraj Pandey. Basada en el atraco a la Ópera de 1987, la trama sigue a un equipo de criminales (Akshay Kumar y Anupam Kher), que se hacen pasar por agentes del CBI y realizan redadas, robando a políticos y empresarios su dinero negro. Con el verdadero CBI (Manoj Bajpayee) tras su rastro, deciden llevar a cabo el mayor atraco hasta el momento. La película también está protagonizada por Jimmy Sheirgill, Kajal Aggarwal, Rajesh Sharma, Divya Dutta y Kishor Kadam.
El rodaje comenzó el 23 de febrero de 2012 en Delhi. La película se rodó en Chandni Chowk, cerca de Jama Masjid, y Mumbai. El 20 de diciembre de 2012 se lanzó en línea un avance en cines. La película fue distribuida en toda la India por Viacom 18 Motion Pictures y Wide Frame Pictures.
Special 26 se lanzó el 8 de febrero de 2013. Recibió grandes elogios de la crítica. Varios críticos la calificaron como una de las mejores películas del año. Se convirtió en un éxito comercial, recaudando ₹103 millones de rupias.
En 2018, se rehizo parcialmente en tamil como Thaanaa Serndha Koottam, protagonizada por Suriya en el papel de Kumar.

## Reparto
- Akshay Kumar como Ajay "Ajju" Singh / Oficial de CBI AK Vardhan
- Kajal Aggarwal como Priya Chauhan
- Manoj Bajpayee como el oficial de CBI Waseem Khan
- Jimmy Sheirgill como el subinspector Ranveer Singh
- Anupam Kher como Pramod Kumar "P.K." Sharma
- Rajesh Sharma como Joginder Khurana
- Kishor Kadam como Iqbal Ali
- Divya Dutta como el agente de policía Shanti
- Vikas Shrivastav como Rajiv Gupte, candidato 6 y socio de Wassem
- Kharar Mukherjee como Abhay Roy, oficial de CBI en Calcuta
- Deepraj Rana como inspector Rahul Singh
- Ujjwal Chopra como el inspector Amit Solanki
- Tiku C. Talsania como Magentas, propietario de la tienda de joyería BSJ (aparición especial)
- Sachin Nayak como el chico Vella
- Neetu Singh como la Sra. Khan, la esposa de Waseem
- Vipin Sharma como ACP Bhushan Patel (falso)
- Abha Parmar como esposa del ministro Gupta
- Mukesh S. Bhatt como asistente personal del ministro
- Gurpal Singh como reparador de teléfonos
- Jarnail Singh como tipo de grabación telefónica
- Ronika como Señorita/Sra. Sharma, hija de P.K.
- Sharad Shetty como matón perseguido por Waseem en Connaught Place
- Suraj Gupta como informante Munna
- Abhishek Bachchan en una aparición especial en la canción "Kaun Mera Kya"
- Neeru Bajwa en una aparición especial en la canción "Gore Mukhde Pe Zulfen Di Chaava"
- Heera Achra como bailarina gogó en la canción "Kaun Mera Kya"
- Rahaao como candidato 19

## Producción

### Desarrollo
La película se basa en el robo del 19 de marzo de 1987, cuando 26 personas haciéndose pasar por funcionarios del CBI asaltaron una joyería en la Ópera de Bombay.
Manoj Bajpai fue contratado para interpretar al oficial del CBI, y Anupam Kher desempeña un papel principal. Kajal Aggarwal desempeña un papel especialmente escrito del interés amoroso de Ajay Singh.
Se informó que Ajay Devgn y Abhishek Bachchan fueron considerados para el papel principal. Fue para Akshay Kumar porque era la primera opción de Pandey. Kajal Aggarwal desempeña el papel de maestra de escuela. Akshay Kumar redujo su tarifa a la mitad para Special Chabbis.

### Rodaje
El rodaje comenzó el 23 de febrero de 2012 en Delhi. El primer programa de la película se rodó en Chandni Chowk, tras lo cual la unidad se trasladó a Jama Masjid.